# Pachycerina javana
Pachycerina javana är en tvåvingeart som först beskrevs av Macquart 1851.  Pachycerina javana ingår i släktet Pachycerina och familjen lövflugor. Inga underarter finns listade i Catalogue of Life.